# Jim Taylor (piłkarz)
James Guy Taylor (ur. 5 listopada 1917 w Hillingdon, zm. 6 marca 2001) – angielski piłkarz występujący podczas kariery na pozycji obrońcy.

## Kariera klubowa
Jim Taylor piłkarską karierę rozpoczął w drugoligowym Fulham w 1946. Z Fulham awansował do Division One w 1949, by trzy lata później spaść z niej. W latach 1953–1954 był zawodnikiem trzecioligowego Queens Park Rangers. Potem występował jeszcze w amatorskim Tunbridge Wells Rangers, gdzie był grającym trenerem.
| Sezon   | Klub                | Kraj   | Rozgrywki      | Mecze | Bramki |
| ------- | ------------------- | ------ | -------------- | ----- | ------ |
| 1946/47 | Fulham F.C.         | Anglia | Division Two   | 42    | 3      |
| 1947/48 | Fulham F.C.         | Anglia | Division Two   | 36    | 2      |
| 1948/49 | Fulham F.C.         | Anglia | Division Two   | 42    | 0      |
| 1949/50 | Fulham F.C.         | Anglia | Division One   | 38    | 0      |
| 1950/51 | Fulham F.C.         | Anglia | Division One   | 35    | 0      |
| 1951/52 | Fulham F.C.         | Anglia | Division One   | 33    | 0      |
| 1952/53 | Fulham F.C.         | Anglia | Division Two   | 3     | 0      |
| 1953/54 | Queens Park Rangers | Anglia | Division Three | 41    | 0      |

## Kariera reprezentacyjna
W 1950 Taylor uczestniczył w mistrzostwach świata. Na turnieju w Brazylii był rezerwowym i nie wystąpił żadnym meczu. W reprezentacji Anglii Taylor zadebiutował 9 maja 1948 w wygranym 2-1 towarzyskim meczu w z Argentyną. Drugi i zarazem ostatni raz w reprezentacji wystąpił 10 dni później w wygranym 5-2 towarzyskim meczu z Portugalią.
| Mecze i gole w reprezentacji | Mecze i gole w reprezentacji | Mecze i gole w reprezentacji | Mecze i gole w reprezentacji | Mecze i gole w reprezentacji | Mecze i gole w reprezentacji | Mecze i gole w reprezentacji |
| #                            | Data                         | Miasto                       | Przeciwnik                   | Gol                          | Wynik                        |                              |
| ---------------------------- | ---------------------------- | ---------------------------- | ---------------------------- | ---------------------------- | ---------------------------- | ---------------------------- |
| 1.                           | 09.05.1951                   | Londyn                       | Argentyna                    |                              | 2:1                          | towarzyski                   |
| 2.                           | 19.05.1951                   | Liverpool                    | Portugalia                   |                              | 5:2                          | towarzyski                   |